# 福井CSK
株式会社福井CSK（ふくいシーエスケー、FUKUI CSK CORPORATION）とは、かつて存在したCSKコミュニケーションズ100%出資の子会社。主にITに特化したテクニカルサポート、システム開発等を行っていた。
その後、システム開発事業部門は関連会社と統合ざれSCSKニアショアシステムズ株式会社となっている。

## 概要
- 設立 - 2001年(平成13年)5月15日 株式会社福井CSK設立。
- 本社所在地 - 福井県福井市春山1-1-14 福井新聞さくら通りビル
- 代表者 - 代表取締役社長 田代 光記
- 資本金1億円
- 従業員数 - 180名（2007年3月現在）
- 事業内容 - コンタクトセンター、システム開発、教育サービス

## 略歴
- 2001年（平成13年）5月15日 - 福井市に資本金1億円で設立。
- 2002年（平成14年）
  - 1月 - 新オフィス一部オープン。
  - 4月 - 新オフィスフルオープン。
- 2003年（平成15年）10月 - ISMS（Ver2）・BS7799取得。
- 2004年（平成16年）4月 - オフィス拡張。
- 2005年（平成17年）3月 - 売上規模10億円、単年度黒字化達成。
- 2006年（平成18年）
  - 1月 - プライバシーマーク取得。
  - 10月 - 情報セキュリティマネジメント規格／ISO27001取得。

## 出資元会社
- 株式会社CSKコミュニケーションズ

## 関連会社
- 株式会社CSKホールディングス
- 株式会社CSKシステムズ

（CSKグループ連結対象子会社数：計37社）